# Real Estate
Real Estate es una banda estadounidense de indie rock originaria de Ridgewood, Nueva Jersey formada en 2008. En la actualidad, está formada por Martin Courtney (voz, guitarra), Alex Bleeker (bajo, voces), Matt Kallman (teclados), Julian Lynch (guitarra) y Sammi Niss (batería).
Hasta la fecha, han publicado seis álbumes de estudio: Real Estate (2009), Days (2011), Atlas (2014), In Mind (2017), The Main Thing (2020) y Daniel (2024).

## Historia

### Inicios
Courtney, Bleeker y Matt Mondanile eran amigos de la infancia en Ridgewood, Nueva Jersey. Courtney y Bleeker se conocieron por primera vez en tercer grado, y se hicieron amigos en octavo grado por un interés mutuo en Weezer, Built to Spill and Pavement. -Cuando Courtney y Bleeker eran estudiantes en la escuela secundaria Ridgewood, Courtney conoció a Mondanile, que estaba un año por encima de él, mientras viajaba en el autobús escolar. Mondanile estaba escuchando a The Impossibles en su Walkman y le preguntó si Courtney quería escuchar. A partir de ahí, Courtney se relacionó más con Mondanile y sus amigos, e incluso audicionó para unirse a la banda de este último como bajista antes de ser rechazado a favor de un niño mayor que tenía un automóvil. Mondanile y Bleeker también tomaron lecciones de guitarra del mismo maestro, junto con el amigo de la escuela y futuro guitarrista de Real Estate, Julian Lynch. Después de las clases, Mondanile le enseñaría a Bleeker cómo tocar las canciones de Pixies. Mientras tanto, Courtney era un bajista competente que tocaba en la banda de jazz de la escuela.
En el cumpleaños número 15 de Courtney, organizó un espectáculo en el patio trasero de sus padres, con actuaciones de todos sus amigos que estaban en bandas. Esta fue la primera vez que él, Bleeker y Mondanile actuaron juntos en vivo. Durante la escuela secundaria, los tres tocarían en varias bandas, gracias a las noches de micrófono abierto de la escuela.
Después de graduarse de Ridgewood High School, se separaron para estudiar en la universidad. Courtney asistió a The Evergreen State College en Olympia, Washington; Mondanile asistió al Hampshire College en Amherst, Massachusetts, donde se involucró en la floreciente escena del ruido local y comenzó su propio proyecto de grabación que llamó Ducktails; y Bleeker asistió al Bennington College en Bennington, Vermont. Cada uno continuaría escribiendo canciones por su cuenta y se las pasarían entre ellos.
Durante un receso de verano mientras estaban en la universidad, Courtney, Mondanile y Bleeker se reunieron como Lese Majesty, la banda de acompañamiento de grabación y gira para su amigo de la escuela secundaria Julian Lynch, con Lynch como cantante y guitarrista principal, Courtney en el piano Fender Rhodes, Mondanile en bajo y Bleeker en guitarra. Tocando la batería estaba Etienne Pierre Duguay, un conocido de Mondanile en Massachusetts, con quien había formado una banda llamada Predator Vision.  Lese Majesty grabó un álbum en la casa del tío de Courtney en Maine y se embarcó en una gira por EE.UU., Aunque Courtney tuvo que optar por no participar debido a que todavía estaba en la universidad y no tenía la libertad de hacer una gira.
Las canciones de Courtney en particular inspiraron a los demás a sugerir formar otra banda para tocarlas. Cuando Courtney y Mondanile regresaron a Ridgewood en el verano de 2008, escribieron más canciones que formaron la base de lo que se convertiría en Real Estate. Después de grabar varias canciones, finalmente se les unieron Bleeker y Duguay. Tocaban en el sótano de la casa de los padres de Courtney, y durante una noche bebiendo vodka junto a la piscina del patio trasero, Courtney ideó la línea de bajo para "Suburban Beverage". Bleeker se mudó brevemente a Filadelfia mientras los demás continuaron desarrollando la banda, y cuando Bleeker pidió unirse, tomó el bajo para que Courtney pudiera tocar la guitarra, lo que le facilitó cantar. Impulsados por el éxito de las bandas locales Titus Andronicus y Vivian Girls, decidieron tomar la banda en serio. Después de largas deliberaciones, eligieron el nombre de "Real Estate" porque Courtney estaba estudiando para adquirir su licencia de bienes raíces al mismo tiempo que la banda comenzó, e incluso logró vender la casa de su abuela. Mientras ensayaba en la casa de Courtney, sus padres también sugirieron que todos obtuvieran licencias de bienes raíces. La banda también tuvo la idea de trabajar para la agencia de bienes raíces de los padres de Courtney en caso de que su carrera musical no tuviera éxito.
La banda está influenciada por los Feelies, como dijo Real Estate a Still in Rock.

### Real Estate,Days, yAtlas(2009-2015)
Después de publicar sencillos en los sellos Underwater Peoples y Woodsist, el debut homónimo de la banda en 2009 recibió elogios de la crítica, incluida una calificación de 8.5 y la etiqueta de Mejor Música Nueva de Pitchfork. El agregador de reseñas Metacritic otorgó al álbum una calificación normalizada del 79%, lo que indica "revisiones generalmente favorables". Los tours siguieron, teloneando a músicos como Girls, Kurt Vile, Woods y Deerhunter. En 2010, Real Estate actuó en el Pitchfork Music Festival en Chicago y el festival Primavera Sound en Barcelona.
En 2011, la banda firmó con Domino Records. Después de las sesiones de grabación iniciales y antes de firmar el acuerdo, la banda prescindió de Duguay, no queriendo estar legalmente vinculado al baterista debido a su falta de fiabilidad. Posteriormente, el segundo álbum, Days, presenta una canción con Duguay, "Out of Tune", mientras que el resto de las pistas de batería fueron interpretadas por Courtney, Mondanile y Samuel Franklin. Para espectáculos en vivo, la banda reclutó al baterista Jackson Pollis, ex-miembro de Tiny Masters of Today, y al tecladista Jonah Maurer, un amigo de Mondanile.
El grupo publicó Days el 18 de octubre de 2011. El álbum recibió críticas positivas, incluida una calificación de 77/100 en Metacritic y 8.7 en Pitchfork. Más tarde ese año, The Fader presentó Real Estate en la portada del número 76. En 2012, la banda se presentó en el Festival de Música y Artes de Coachella en Indio, California, y en el Festival de Música Pitchfork en Chicago. Desde mediados de 2012 y durante todo 2013, los shows de Real Estate incluyeron material nuevo, algunos de los cuales eventualmente se incluirían en su tercer álbum.
A principios de 2014 se lanzó un sencillo "Talking Backwards", seguido por el tercer álbum de la banda, Atlas. El álbum fue escrito por Courtney, Mondanile, Bleeker y Pollis,  con Maurer habiéndose ido para unirse a Titus Andronicus. Poco antes de que comenzara la grabación del álbum, la banda decidió agregar partes de teclado que eran más avanzadas de lo que eran capaces de ellos mismos, por lo que reclutaron a Matt Kallman, anteriormente de Girls

### La partida de Mondanile yIn mind(2016-2019)
El 25 de mayo de 2016, la banda anunció que Julian Lynch había reemplazado a Matt Mondanile, quien "continuará enfocando su energía creativa en Ducktails". Con respecto a la partida de Mondanile, Courtney admitió que fue menos que amigable. "No se limitó a renunciar. Quiero decir, hay más que eso. Es algo de lo que no quiero hablar necesariamente. Así que no sé, es complicado. Definitivamente es un poco más mutuo de lo que la gente puede que piense que es", dijo Courtney. Después de la salida de Mondanile, la banda consideró grabar su cuarto álbum como una banda de cuatro, con un guitarrista adicional para shows en vivo. Mientras Courtney estaba en Madison, Wisconsin para una presentación en solitario, se reunió con Lynch, quien para entonces ya tenía varios álbumes en solitario a su nombre y había colaborado con los miembros de Real Estate en varias formas desde la escuela secundaria en Ridgewood. Cuando Courtney mencionó una vacante en Real Estate, Lynch ofreció sus servicios. Después de que Courtney consultara con Bleeker y obtuviera la aprobación de este último, Lynch se unió oficialmente y participó en la escritura y grabación del cuarto álbum de la banda.
Con respecto al cambio en los guitarristas, Courtney dijo: "Eliminar a Matt de la banda definitivamente cambia la ecuación, pero estoy bastante seguro de que conocí a Julian el mismo día que conocí a Matt Mondanile. Así que no se trata solo de un chico nuevo; tenemos una larga historia con él también ". En cuanto a la contribución de Lynch al sonido de la banda, Courtney comentó: "Es un músico muy diferente de Matthew en todos lados. No le estábamos pidiendo que se uniera para reemplazar a Matthew. Estábamos pidiéndole que se uniera para hacer que la banda fuera nueva. Era un amigo, sí, pero era una ventaja adicional que sería bastante diferente de Matt. Así que fue emocionante para nosotros ver lo que eso significaba".
Durante la gira de la banda en otoño de 2016, Lynch no pudo participar debido a una visita de cinco meses a la India de septiembre a febrero con el propósito de investigar su tesis doctoral en etnomusicología. La banda reclutó a Doug Keith, quien había tocado la guitarra en la gira para el álbum solista de Courtney, Many Moons, hasta el regreso de Lynch.
El 24 de enero de 2017, la banda anunció el lanzamiento el 17 de marzo de In Mind, producido por Cole M.G.N., su cuarto álbum y el primero con Lynch. También estrenaron el video musical del primer sencillo "Darling". La fecha de lanzamiento del nuevo álbum coincidió con varios conciertos que la banda tocó en SXSW, incluido un set de presentación principal en un evento organizado por Showtime para promocionar la nueva serie de Twin Peaks; el actor principal del programa, Kyle MacLachlan, también presentó a la banda antes de su presentación. El 22 de mayo de 2017, la banda estrenó un video animado para el segundo sencillo de In Mind "Stained Glass", junto con un sitio web interactivo especial en el que los espectadores podían agregar virtualmente color al video mientras se reproducía. El 26 de mayo, Real Estate anunció que había diseñado un zapato para Keep Company, con ingresos netos para los zapatos Ramos de edición limitada de Keep x Real Estate destinados a la ACLU. Cada par de zapatos incluía un sencillo en casete que contenía "In Time" instrumental inédito y demos de "Two Arrows" y "Two Part".
El 4 de octubre de 2017, la banda anunció el aplazamiento de una gira de otoño "por una mezcla de razones imprevistas tanto personales como profesionales", con las fechas canceladas reprogramadas para febrero de 2018. El 13 de octubre de 2017, la banda emitió un comunicado indicando que Mondanile había sido despedido debido a acusaciones de maltrato hacia múltiples mujeres. Horas antes de que se emitiera la declaración, Mondanile negó las acusaciones en una entrevista telefónica para Pitchfork. Tres días después, se publicó en Spin un artículo sobre las acusaciones, donde la banda agregó que no habían hecho público antes detalles sobre el despido de Mondanile porque "las mujeres en cuestión solicitaron privacidad y cumplimos sus deseos"En una declaración emitida por sus abogados, Mondanile se disculpó por su comportamiento inapropiado. También acusó a Real Estate de violar el "acuerdo de despedida" que firmó tras su despido que "prohíbe que tanto él como los miembros de la banda hagan declaraciones negativas o despectivas sobre el otro, o que puedan afectar negativamente la reputación y la carrera del otro". la banda se adelantó no para "proteger a las víctimas" como se dijo sino "para proteger la viabilidad comercial de la banda".
El 16 de noviembre de 2017, se informó que Real Estate contribuiría con canciones originales para la comedia romántica Plus One, protagonizada por Jack Quaid y Maya Erskine.

### The Main Thing,Half a HumanyDaniel(2020-presente)
El 28 de febrero de 2020 la banda publicó su quinto álbum de estudio, titulado The Main Thing. Como primer single del album, se lanzó “Paper Cup”, con la presencia de Amelia Meath de Sylvan Esso. El disco fue grabado con el productor Kevin McMahon, amigo de la infancia de la banda. Recibió una calificación de 7.7 en Pitchfork.
El 4 de agosto de 2020, la banda anunció que Jackson Pollis se tomaría un tiempo fuera de la banda para perseguir otros intereses, y que Sammi Niss reemplazaría a Pollis como batería.
En abril de 2021, Real Estate publicó un EP, Half a Human, compuesto por canciones en las que la banda había trabajado durante las sesiones de grabación de The Main Thing, pero que fueron terminadas durante la pandemia de COVID-19.
El 23 de febrero de 2024 la banda publicó su sexto álbum de estudio, titulado Daniel. El disco fue producido por Daniel Tashian, y fue el primer álbum de Real Estate con Sammi Niss a la batería. El disco recibió una nota de 6.9 por parte de Pitchforky una media de 77 en Mecritic.

## Discografía

### Álbum
- Real Estate (2009)
- Days (2011)
- Atlas (2014)
- In Mind (2017)
- The main thing (2020)
- Daniel (2024)

### EP
- Reality (2009)
- Half a Human (2021)